# Абаджиев, Джорджи
Джорджи Абаджиев (макед. Ѓорѓи Абаџиев; 7 октября 1910, Дойран — 2 августа 1963, Куманово) — македонский прозаик и журналист, а также историк.
В детстве жил в Болгарии, куда переехали его родители после того, как болгарские войска во время Первой мировой войны полностью сожгли и разрушили город Дойран, а население депортировали. Учился в Софийском университете, участвовал в македонском эмигрантском движении. Был одним из основателей македонского литературного кружка в Софии, который действовал в 1938-1941 годах. Редактировал газету «Македонски вести» (1935-1937). Сотрудничал также в болгарских журналах «РЛФ», «Штурвал», «Ведрина».
Во время Второй мировой войны был на нелегальном положении, вёл антифашистскую работу.
В 1948 году вернулся в Югославию; жил в городе Скопье, возглавлял Институт национальной истории.
Автор сборников рассказов «Труд и люди» (1936), «Восток» (1950), «Эпопея ножа» (1951), «Последняя встреча» (1953), «Рассказы» (1962), романов «Вертеп разбойников» (1954) и «Пустыня» (1961).
На украинский язык рассказы Джорджи Абаджиева «Табакерка» перевёл Андрей Лысенко (вошло в сборник «Македонская новелла», которая вышла в 1972 году в серии «Зарубежная новелла» и за которую переводчик получил международную премию «Золотое перо»).